# Segunda División B 2017-2018
La Segunda División B 2017-2018 è stata la 41ª edizione del campionato di calcio spagnolo di terza divisione ad avere questa denominazione. Il campionato vede la partecipazione di 80 squadre raggruppate in quattro gironi: tre (i gruppi II, III e IV) di venti e uno di diciannove, raggruppate prevalentemente secondo un criterio geografico.
Le prime quattro di ogni gruppo sono ammesse ai play-off, suddivisi in due fasi, per la promozione in Segunda División, mentre solo le vincitrici dei gironi possono contendersi il titolo di Campione di Segunda División B. Le ultime quattro di ogni gruppo (tre nel primo girone), invece, retrocedono in Tercera División. Sono previsti anche i play-out per le sedicesime che si affrontano in due semifinali. Le vincenti si salvano, mentre le sconfitte vengono relegate nel quarto livello del calcio spagnolo.

## Gruppo 1

### Squadre
| Squadra              | Città                      | Stadio                        |
| -------------------- | -------------------------- | ----------------------------- |
| Atlético Madrid B    | Madrid                     | Estadio Cerro del Espino      |
| Celta Vigo B         | Vigo                       | Barreiro                      |
| Cerceda              | Cerceda                    | O Roxo                        |
| Coruxo               | Vigo                       | O Vao                         |
| Deportivo Fabril     | La Coruña                  | Cidade Deportiva de Abegondo  |
| Fuenlabrada          | Fuenlabrada                | Fernando Torres               |
| Gimnástica Segoviana | Segovia                    | La Albuera                    |
| Guijuelo             | Guijuelo                   | Municipal de Guijuelo         |
| Navalcarnero         | Navalcarnero               | Mariano González              |
| Ponferradina         | Ponferrada                 | Stadio El Toralín             |
| Pontevedra           | Pontevedra                 | Estadio Municipal de Pasarón  |
| Racing Ferrol        | Ferrol                     | la Malata                     |
| Rápido de Bouzas     | Vigo                       | Estadio Baltasar Pujales      |
| Rayo Majadahonda     | Majadahonda                | Cerro del Espino              |
| Real M. Castilla     | Madrid                     | Estadio Alfredo Di Stéfano    |
| S.S. Reyes           | San Sebastián de los Reyes | Municipal Nuevo Matapiñoneras |
| Talavera de la Reina | Talavera de la Reina       | Estadio El Prado              |
| Toledo               | Toledo                     | Stadio Salto del Caballo      |
| Unión Adarve         | Madrid                     | Stadio Vicente Del Bosque     |
| Real Valladolid B    | Valladolid                 | Anexos José Zorrilla          |

### Classifica
|  | Pos. | Squadra              | Pt | G  | V  | N  | P  | GF | GS | DR  |
|  | ---- | -------------------- | -- | -- | -- | -- | -- | -- | -- | --- |
|  | 1.   | Rayo Majadahonda     | 70 | 38 | 20 | 10 | 8  | 60 | 35 | +25 |
|  | 2.   | Deportivo Fabril     | 69 | 38 | 20 | 9  | 9  | 46 | 28 | +18 |
|  | 3.   | Fuenlabrada          | 65 | 38 | 17 | 14 | 7  | 56 | 31 | +25 |
|  | 4.   | Celta Vigo B         | 63 | 38 | 18 | 9  | 11 | 44 | 32 | +12 |
|  | 5.   | Rápido de Bouzas     | 61 | 38 | 15 | 16 | 7  | 39 | 28 | +11 |
|  | 6.   | Navalcarnero         | 61 | 38 | 18 | 7  | 13 | 44 | 40 | +4  |
|  | 7.   | Talavera de la Reina | 56 | 38 | 15 | 11 | 12 | 40 | 46 | -6  |
|  | 8.   | Real M. Castilla     | 55 | 38 | 14 | 13 | 11 | 53 | 37 | +16 |
|  | 9.   | S.S. Reyes           | 51 | 38 | 13 | 12 | 13 | 45 | 46 | -1  |
|  | 10.  | Atlético Madrid B    | 51 | 38 | 12 | 15 | 11 | 43 | 46 | -3  |
|  | 11.  | Unión Adarve         | 51 | 38 | 13 | 12 | 13 | 43 | 46 | –3  |
|  | 12.  | Ponferradina         | 48 | 38 | 12 | 12 | 14 | 53 | 50 | +3  |
|  | 13.  | Guijuelo             | 45 | 38 | 10 | 15 | 13 | 34 | 34 | 0   |
|  | 14.  | Pontevedra           | 45 | 38 | 11 | 12 | 15 | 45 | 46 | –1  |
|  | 15.  | Real Valladolid B    | 44 | 38 | 10 | 14 | 14 | 41 | 48 | –7  |
|  | 16.  | Coruxo               | 43 | 38 | 12 | 7  | 19 | 37 | 57 | –20 |
|  | 17.  | Toledo               | 41 | 38 | 10 | 11 | 17 | 45 | 50 | –5  |
|  | 18.  | Racing Ferrol        | 40 | 38 | 9  | 13 | 16 | 38 | 53 | –15 |
|  | 19.  | Gimnástica Segoviana | 39 | 38 | 9  | 12 | 17 | 33 | 50 | –17 |
|  | 20.  | Cerceda              | 25 | 38 | 5  | 10 | 23 | 26 | 62 | –36 |

Legenda:

      Qualificata ai play-off promozione "campioni"
      Qualificate ai play-off promozione
      Qualificata alla Coppa del Re 2017-2018
      Qualificate ai play-out
      Retrocesse in Tercera División 2017-2018
Note:

Tre punti a vittoria, uno a pareggio, zero a sconfitta.
In caso di arrivo di due squadre a pari punti, la graduatoria verrà stilata in base all'ordine dei seguenti criteri:
- Differenza reti negli scontri diretti
- Differenza reti generale
- Reti realizzate in generale

In caso di arrivo di tre o più squadre a pari punti, la graduatoria verrà stilata in base all'ordine dei seguenti criteri:
- Punti negli scontri diretti (classifica avulsa)
- Differenza reti negli scontri diretti
- Differenza reti generale
- Reti realizzate in generale
- Classifica fair-play stilata a inizio stagione

Nel caso un criterio escluda solamente alcune delle squadre, senza quindi determinare l'ordine completo, tali squadre vengono escluse dal criterio successivo, rimanendo così senza possibilità di posizionarsi meglio.

#### Verdetti
- Rayo Majadahonda qualificata ai play-off campioni.
- Deportivo Fabril, Fuenlabrada e Celta B qualificate ai play-off delle piazzate.
- Rápido de Bouzas, Navalcarnero e Talavera de la Reina qualificate alla Coppa del Re 2017-2018.
- Coruxo qualificata ai play-out.
- Toledo, Racing Ferrol, Gimnastica Segoviana e Cerceda retrocesse in Tercera División 2017-2018.

Note:
Rápido de Bouzas è arrivato davanti a Navalcarnero per lo scontro testa a testa: Navalcarnero – Rápido de Bouzas 0–1, Rápido de Bouzas – Navalcarnero 0–0
Testa a testa punti: San Sebastián de los Reyes 7 punti, Atlético Madrid B 7 punti, Unión Adarve 2 punti. San Sebastián de los Reyes ha chiuso davanti all'Atlético Madrid B per la differenza reti.
Guijuelo è arrivato davanti a Pontevedra per la differenza reti totale
Cerceda fu retrocessa in 'Preferente Autonómica' a causa di difficoltà finanziarie

### Classifica cannonieri
Aggiornata al 13 maggio 2018.
| Gol | Rigori |  | Giocatore      | Squadra      |
| --- | ------ |  | -------------- | ------------ |
| 21  |        |  | Dioni Villalba | Fuenlabrada  |
| 20  |        |  | Yuri de Souza  | Ponferradina |
| 14  |        |  | Juan Hernández | Celta B      |
| 13  |        |  | Diego Silva    | Coruxo       |
| 12  |        |  | Héctor Gómez   | Unión Adarve |

## Gruppo 2

### Squadre
| Squadra          | Città             | Stadio                          |
| ---------------- | ----------------- | ------------------------------- |
| Amorebieta       | Amorebieta-Etxano | Campo Municipal de Urritxe      |
| Arenas CD        | Getxo             | Campo Municipal de Gobela       |
| Barakaldo        | Barakaldo         | Lasesarre                       |
| Bilbao Athletic  | Bilbao            | Lezama                          |
| Burgos           | Burgos            | Estadio El Plantío              |
| Caudal           | Mieres            | Estadio Hermanos Antuña         |
| Gernika          | Gernika           | Urbieta                         |
| Izarra           | Estella           | Estadio Merkatondoa             |
| Lealtad          | Villaviciosa      | Estadio Les Caleyes             |
| Leioa            | Leioa             | Estadio Sarriena                |
| Mirandés         | Miranda de Ebro   | Estadio Municipal de Anduva     |
| Osasuna B        | Pamplona          | Tajonar                         |
| Peña Sport       | Tafalla           | Estadio San Francisco           |
| Racing Santander | Santander         | Campos de Sport de El Sardinero |
| Real Sociedad B  | San Sebastián     | Campo Z-7 di Zubieta            |
| Real Unión       | Irun              | Stadium Gal                     |
| Sporting Gijón B | Gijón             | Estadio Pepe Ortiz              |
| Tudelano         | Tudela            | Estadio Ciudad de Tudela        |
| UD Logroñés      | Logroño           | Estadio Las Gaunas              |
| Vitoria          | Vitoria           | Campo de Fútbol de Betoño       |

### Classifica
|  | Pos. | Squadra          | Pt | G  | V  | N  | P  | GF | GS | DR  |
|  | ---- | ---------------- | -- | -- | -- | -- | -- | -- | -- | --- |
|  | 1.   | Mirandés         | 76 | 38 | 23 | 7  | 8  | 53 | 33 | +20 |
|  | 2.   | Sporting Gijón B | 75 | 38 | 22 | 9  | 7  | 61 | 36 | +25 |
|  | 3.   | Real Sociedad B  | 74 | 38 | 22 | 8  | 8  | 49 | 24 | +25 |
|  | 4.   | Bilbao Athletic  | 73 | 38 | 21 | 10 | 7  | 67 | 27 | +40 |
|  | 5.   | Racing Santander | 68 | 38 | 20 | 8  | 10 | 44 | 33 | +11 |
|  | 6.   | Barakaldo        | 63 | 38 | 16 | 15 | 7  | 50 | 28 | +22 |
|  | 7.   | UD Logroñés      | 61 | 38 | 17 | 10 | 11 | 55 | 35 | +20 |
|  | 8.   | Gernika          | 59 | 38 | 16 | 11 | 11 | 46 | 41 | +5  |
|  | 9.   | Tudelano         | 53 | 38 | 13 | 14 | 11 | 38 | 32 | +6  |
|  | 10.  | Leioa            | 51 | 38 | 13 | 12 | 13 | 47 | 42 | +5  |
|  | 11.  | Burgos           | 51 | 38 | 12 | 15 | 11 | 28 | 28 | 0   |
|  | 12.  | Arenas CD        | 46 | 38 | 9  | 19 | 10 | 46 | 43 | +3  |
|  | 13.  | Real Unión       | 46 | 38 | 12 | 10 | 16 | 32 | 46 | -14 |
|  | 14.  | Amorebieta       | 44 | 38 | 10 | 14 | 14 | 44 | 46 | -2  |
|  | 15.  | Vitoria          | 43 | 38 | 10 | 13 | 15 | 40 | 44 | –4  |
|  | 16.  | Izarra           | 39 | 38 | 10 | 9  | 19 | 32 | 58 | –26 |
|  | 17.  | Peña Sport       | 35 | 38 | 8  | 11 | 19 | 32 | 62 | –30 |
|  | 18.  | Lealtad          | 28 | 38 | 6  | 10 | 22 | 26 | 60 | –34 |
|  | 19.  | Osasuna B        | 24 | 38 | 5  | 9  | 24 | 25 | 63 | –38 |
|  | 20.  | Caudal           | 19 | 38 | 3  | 10 | 25 | 19 | 53 | –34 |

Legenda:

      Qualificata ai play-off promozione "campioni"
      Qualificate ai play-off promozione
      Qualificata alla Coppa del Re 2017-2018
      Qualificate ai play-out
      Retrocesse in Tercera División 2017-2018
Note:

Tre punti a vittoria, uno a pareggio, zero a sconfitta.
In caso di arrivo di due squadre a pari punti, la graduatoria verrà stilata in base all'ordine dei seguenti criteri:
- Differenza reti negli scontri diretti
- Differenza reti generale
- Reti realizzate in generale

In caso di arrivo di tre o più squadre a pari punti, la graduatoria verrà stilata in base all'ordine dei seguenti criteri:
- Punti negli scontri diretti (classifica avulsa)
- Differenza reti negli scontri diretti
- Differenza reti generale
- Reti realizzate in generale
- Classifica fair-play stilata a inizio stagione

Nel caso un criterio escluda solamente alcune delle squadre, senza quindi determinare l'ordine completo, tali squadre vengono escluse dal criterio successivo, rimanendo così senza possibilità di posizionarsi meglio.

#### Verdetti
- Mirandés qualificata ai play-off campioni.
- Sporting Gijón B, Real Sociedad B e Bilbao Athletic qualificate ai play-off delle piazzate.
- Racing Santander, Barakaldo, UD Logroñés e Gernika qualificate alla Coppa del Re 2017-2018.
- Izarra qualificata ai play-out.
- Peña Sport, Lealtad, Osasuna B e Caudal retrocesse in Tercera División 2017-2018.

Note:
Leioa è davanti a Burgos per lo scontro diretto: Burgos–Leioa 1–1, Leioa–Burgos 1–0.
Arenas è in vantaggio sul Real Unión per la differenza reti.

### Classifica cannonieri
Aggiornata al 13 maggio 2018.
| Gol | Rigori |  | Giocatore       | Squadra         |
| --- | ------ |  | --------------- | --------------- |
| 23  |        |  | Diego Cervero   | Mirandés        |
| 17  |        |  | Ander Vitoria   | Barakaldo       |
| 16  |        |  | Gorka Guruzeta  | Bilbao Athletic |
| 16  |        |  | Rayco García    | UD Logroñés     |
| 15  |        |  | Jon Ander Pérez | Amorebieta      |

## Gruppo 3

### Squadre
| Squadra            | Città                 | Stadio                         |
| ------------------ | --------------------- | ------------------------------ |
| Alcoyano           | Alcoy                 | El Collao                      |
| Atlético Baleares  | Palma di Maiorca      | Balear                         |
| Atlético Saguntino | Sagunto               | Nou Camp de Morvedre           |
| Badalona           | Badalona              | Camp del Centenari             |
| Cornellà           | Cornellà              | Nou Camp                       |
| Deportivo Aragón   | Saragozza             | Ciudad Deportiva               |
| Ebro               | Saragozza             | Stadio El Carmen               |
| Elche              | Elche                 | Stadio Manuel Martínez Valero  |
| Formentera         | Formentera            | Estadio Municipal              |
| Hércules           | Alicante              | Stadio José Rico Pérez         |
| Llagostera         | Llagostera            | Estadi Municipal de Llagostera |
| Lleida             | Lleida                | Camp d'Esports                 |
| Maiorca            | Palma de Maiorca      | Stadio de Son Moix             |
| Olot               | Olot                  | Municipal d'Olot               |
| Ontinyent          | Ontinyent             | Estadio El Clariano            |
| Peña Deportiva     | Santa Eulària des Riu | Estadio Municipal              |
| Peralada           | Peralada              | Estadio Municipal              |
| Sabadell           | Sabadell              | Estadi de la Nova Creu Alta    |
| Valencia Mestalla  | Valencia              | Ciudad Deportiva               |
| Villarreal B       | Vila-real             | Ciudad Deportiva               |

### Classifica
|  | Pos. | Squadra            | Pt | G  | V  | N  | P  | GF | GS | DR  |
|  | ---- | ------------------ | -- | -- | -- | -- | -- | -- | -- | --- |
|  | 1.   | Maiorca            | 73 | 38 | 20 | 13 | 5  | 52 | 27 | +25 |
|  | 2.   | Villarreal B       | 65 | 38 | 16 | 17 | 5  | 46 | 29 | +17 |
|  | 3.   | Elche              | 63 | 38 | 16 | 15 | 7  | 56 | 32 | +24 |
|  | 4.   | Cornellà           | 60 | 38 | 17 | 9  | 12 | 46 | 39 | +7  |
|  | 5.   | Ontinyent          | 56 | 38 | 15 | 11 | 12 | 30 | 37 | -7  |
|  | 6.   | Ebro               | 56 | 38 | 14 | 14 | 10 | 35 | 35 | 0   |
|  | 7.   | Lleida             | 55 | 38 | 14 | 13 | 11 | 37 | 33 | +4  |
|  | 8.   | Badalona           | 55 | 38 | 14 | 13 | 11 | 38 | 36 | +2  |
|  | 9.   | Peralada           | 52 | 38 | 13 | 13 | 12 | 38 | 33 | +5  |
|  | 10.  | Hércules           | 51 | 38 | 11 | 18 | 9  | 39 | 31 | +8  |
|  | 11.  | Valencia Mestalla  | 50 | 38 | 11 | 17 | 10 | 60 | 53 | +7  |
|  | 12.  | Sabadell           | 49 | 38 | 9  | 22 | 7  | 31 | 29 | +2  |
|  | 13.  | Alcoyano           | 49 | 38 | 11 | 16 | 11 | 32 | 29 | +3  |
|  | 14.  | Atlético Baleares  | 44 | 38 | 10 | 14 | 14 | 33 | 38 | -5  |
|  | 15.  | Olot               | 43 | 38 | 9  | 16 | 13 | 34 | 38 | –4  |
|  | 16.  | Llagostera         | 42 | 38 | 10 | 12 | 16 | 31 | 41 | –10 |
|  | 17.  | Formentera         | 41 | 38 | 9  | 14 | 15 | 25 | 41 | –16 |
|  | 18.  | Atlético Saguntino | 40 | 38 | 10 | 10 | 18 | 35 | 46 | –11 |
|  | 19.  | Peña Deportiva     | 36 | 38 | 8  | 12 | 18 | 26 | 41 | –15 |
|  | 20.  | Deportivo Aragón   | 20 | 38 | 3  | 11 | 24 | 33 | 69 | –36 |

Legenda:

      Qualificata ai play-off promozione "campioni"
      Qualificate ai play-off promozione
      Qualificata alla Coppa del Re 2017-2018
      Qualificate ai play-out
      Retrocesse in Tercera División 2017-2018
Note:

Tre punti a vittoria, uno a pareggio, zero a sconfitta.
In caso di arrivo di due squadre a pari punti, la graduatoria verrà stilata in base all'ordine dei seguenti criteri:
- Differenza reti negli scontri diretti
- Differenza reti generale
- Reti realizzate in generale

In caso di arrivo di tre o più squadre a pari punti, la graduatoria verrà stilata in base all'ordine dei seguenti criteri:
- Punti negli scontri diretti (classifica avulsa)
- Differenza reti negli scontri diretti
- Differenza reti generale
- Reti realizzate in generale
- Classifica fair-play stilata a inizio stagione

Nel caso un criterio escluda solamente alcune delle squadre, senza quindi determinare l'ordine completo, tali squadre vengono escluse dal criterio successivo, rimanendo così senza possibilità di posizionarsi meglio.

#### Verdetti
- Maiorca qualificata ai play-off campioni.
- Villarreal B, Elche e Cornellà qualificate ai play-off delle piazzate.
- Ontinyent, Ebro, Lleida Esportiu e Badalona qualificate alla Coppa del Re 2017-2018.
- Llagostera qualificata ai play-out.
- Formentera, Atlético Saguntino, Peña Deportiva e Deportivo Aragón retrocesse in Tercera División 2017-2018.

Note:
Ontinyent è davanti all'Ebro per lo scontro diretto: Ebro – Ontinyent 0–2, Ontinyent – Ebro 2–1.
Lleida Esportiu ha chiuso davanti a Badalona per lo scontro diretto: Badalona – Lleida Esportiu 1–1, Lleida Esportiu – Badalona 2–0.
Sabadell è arrivato davanti ad Alcoyano per lo scontro diretto: Sabadell – Alcoyano 2–0, Alcoyano – Sabadell 0–0

### Classifica cannonieri
Aggiornata al 13 maggio 2018.
| Gol | Rigori |  | Giocatore     | Squadra           |
| --- | ------ |  | ------------- | ----------------- |
| 18  |        |  | Enric Gallego | Cornellà          |
| 15  |        |  | Rafa Mir      | Valencia Mestalla |
| 12  |        |  | Abdón Prats   | Maiorca           |
| 12  |        |  | Benja         | Elche             |
| 12  |        |  | Nino          | Elche             |

## Gruppo 4

### Squadre
| Squadra             | Città                      | Stadio                           |
| ------------------- | -------------------------- | -------------------------------- |
| Badajoz             | Badajoz                    | Estadio Nuevo Vivero             |
| Betis B             | Siviglia                   | Ciudad Deportiva Luis del Sol    |
| Córdoba B           | Cordova                    | Ciudad Deportiva Rafael Gómez    |
| Écija               | Écija                      | Stadio San Pablo                 |
| El Ejido            | El Ejido                   | Santo Domingo                    |
| Extremadura UD      | Almendralejo               | Stadio Francisco de la Hera      |
| FC Cartagena        | Cartagena                  | Cartagonova                      |
| Granada B           | Granada                    | Miguel Prieto                    |
| Jumilla             | Jumilla                    | La Hoya                          |
| Las Palmas Atlético | Las Palmas de Gran Canaria | Estadio Anexo Gran Canaria       |
| Linense             | La Línea de la Concepción  | Mun. de La L. de la Concepción   |
| Lorca Deportiva     | Lorca                      | Estadio Francisco Artés Carrasco |
| Marbella FC         | Marbella                   | Estadio Municipal de Marbella    |
| Melilla             | Melilla                    | Municipal Álvarez Claro          |
| Mérida AD           | Merida                     | Romano                           |
| Real Murcia         | Murcia                     | Estadio Nueva Condomina          |
| Recreativo Huelva   | Huelva                     | Nuevo Colombino                  |
| San Fernando CD     | San Fernando               | Estadio Bahía Sur                |
| UCAM Murcia         | Murcia                     | Estadio de La Condomina          |
| Villanovense        | Villanueva de la Serena    | Estadio Municipal Villanovense   |

### Classifica
|  | Pos. | Squadra             | Pt | G  | V  | N  | P  | GF | GS | DR  |
|  | ---- | ------------------- | -- | -- | -- | -- | -- | -- | -- | --- |
|  | 1.   | FC Cartagena        | 71 | 38 | 22 | 11 | 5  | 46 | 17 | +29 |
|  | 2.   | Marbella FC         | 70 | 38 | 21 | 8  | 9  | 56 | 30 | +26 |
|  | 3.   | Real Murcia         | 65 | 38 | 17 | 17 | 4  | 53 | 31 | +22 |
|  | 4.   | Extremadura UD      | 60 | 38 | 17 | 12 | 9  | 53 | 31 | +22 |
|  | 5.   | Melilla             | 60 | 38 | 15 | 13 | 10 | 56 | 40 | +16 |
|  | 6.   | Villanovense        | 54 | 38 | 14 | 14 | 10 | 43 | 41 | +2  |
|  | 7.   | UCAM Murcia         | 52 | 38 | 12 | 17 | 9  | 40 | 35 | +5  |
|  | 8.   | Granada B           | 51 | 38 | 12 | 16 | 10 | 39 | 41 | -2  |
|  | 9.   | San Fernando CD     | 49 | 38 | 12 | 13 | 13 | 34 | 44 | –10 |
|  | 10.  | El Ejido            | 49 | 38 | 14 | 6  | 18 | 46 | 37 | +9  |
|  | 11.  | Linense             | 48 | 38 | 13 | 9  | 16 | 47 | 51 | -4  |
|  | 12.  | Badajoz             | 48 | 38 | 13 | 8  | 17 | 49 | 56 | –7  |
|  | 13.  | Jumilla             | 47 | 38 | 11 | 12 | 15 | 27 | 38 | –11 |
|  | 14.  | Las Palmas Atlético | 47 | 38 | 9  | 18 | 11 | 46 | 47 | –1  |
|  | 15.  | Recreativo Huelva   | 47 | 38 | 11 | 10 | 17 | 36 | 57 | –21 |
|  | 16.  | Mérida AD           | 46 | 38 | 9  | 16 | 13 | 39 | 46 | –7  |
|  | 17.  | Écija               | 45 | 38 | 10 | 11 | 17 | 47 | 53 | –6  |
|  | 18.  | Córdoba B           | 43 | 38 | 11 | 8  | 19 | 28 | 48 | –20 |
|  | 19.  | Betis B             | 40 | 38 | 6  | 21 | 11 | 42 | 55 | –13 |
|  | 20.  | Lorca Deportiva     | 32 | 38 | 6  | 10 | 22 | 26 | 55 | –29 |

Legenda:

      Qualificata ai play-off promozione "campioni"
      Qualificate ai play-off promozione
      Qualificata alla Coppa del Re 2017-2018
      Qualificate ai play-out
      Retrocesse in Tercera División 2017-2018
Note:

Tre punti a vittoria, uno a pareggio, zero a sconfitta.
In caso di arrivo di due squadre a pari punti, la graduatoria verrà stilata in base all'ordine dei seguenti criteri:
- Differenza reti negli scontri diretti
- Differenza reti generale
- Reti realizzate in generale

In caso di arrivo di tre o più squadre a pari punti, la graduatoria verrà stilata in base all'ordine dei seguenti criteri:
- Punti negli scontri diretti (classifica avulsa)
- Differenza reti negli scontri diretti
- Differenza reti generale
- Reti realizzate in generale
- Classifica fair-play stilata a inizio stagione

Nel caso un criterio escluda solamente alcune delle squadre, senza quindi determinare l'ordine completo, tali squadre vengono escluse dal criterio successivo, rimanendo così senza possibilità di posizionarsi meglio.

#### Verdetti
- FC Cartagena qualificata ai play-off campioni.
- Marbella, Real Murcia e Extremadura UD qualificate ai play-off delle piazzate.
- Melilla qualificata alla Coppa del Re 2017-2018.
- Merida qualificata ai play-out.
- Écija, Cordova B, Betis B e Lorca Deportiva retrocesse in Tercera División 2017-2018.

Note:
Estremadura ha chiuso davanti a Melilla per lo scontro diretto: Melilla – Extremadura 0–0, Extremadura – Melilla 1–0
San Fernando ha chiuso davanti a El Ejido per lo scontro diretto: El Ejido – San Fernando 1–1, San Fernando – El Ejido 4–2
Linense ha chiuso davanti a Badajoz per lo scontro diretto: Badajoz – Linense 1–1, Linense – Badajoz 2–0
Jumilla è arrivato davanti a Las Palmas Atlético e Recreativo negli scontri diretti: Jumilla 12 punti, Las Palmas Atlético 4 punti, Recreativo 1 pt

### Classifica cannonieri
Aggiornata al 13 maggio 2018.
| Gol | Rigori |  | Giocatore        | Squadra      |
| --- | ------ |  | ---------------- | ------------ |
| 17  |        |  | Lorenzo Morón    | Betis B      |
| 14  |        |  | Richard Boateng  | Melilla      |
| 13  |        |  | Isaac Aketxe     | FC Cartagena |
| 12  |        |  | Marc Fernández   | UCAM Murcia  |
| 12  |        |  | Ezequiel Lamarca | Écija        |

## Play-off
I play-off si dividono in due categorie: quello dei campioni (a cui prendono parte i vincitori dei rispettivi raggruppamenti) e quello dei piazzati (cui partecipano le squadre classificatesi tra la seconda e la quarta posizione in tutti e quattro i gironi). Il sorteggio decide le partite che disputeranno i campioni. Le due vincenti vengono promosse direttamente in Segunda División e si scontrano nella finale che decide chi si aggiudicherà il titolo di campione della Segunda División B. Le perdenti delle semifinali finiscono invece nei play-off delle piazzate. Questi constano di tre turni: nel primo le seconde dei raggruppamenti sfidano una quarta ciascuna, mentre le terze giocano tra di loro. Anche in questo caso gli incontri vengono decisi dal sorteggio, il quale fa da arbitro anche per il secondo e il terzo turno. Nel secondo le sei vincenti dei play-off piazzati e le due eliminate da quello campioni giocano per arrivare al terzo turno, il quale decreterà le altre due promosse.
Tutte le sfide vengono disputate in incontri di andata e ritorno. In caso di parità passa la squadra che ha segnato più gol fuori casa. Nel caso questo criterio non decreti un vincitore si giocano due tempi supplementari ed eventualmente si tirano i rigori.

### Verdetti
- Maiorca promosso in Segunda División e campione della Segunda División B 2017-2018.
- Rayo Majadahonda, Elche e Extremadura UD promosse in Segunda División.

### Campioni

#### Semifinali
| Squadra 1    | Totale     | Squadra 2        | Andata | Ritorno |
| ------------ | ---------- | ---------------- | ------ | ------- |
| FC Cartagena | 2 - 2(gfc) | Rayo Majadahonda | 2 - 1  | 0 - 1   |
| Maiorca      | 3 - 1      | Mirandés         | 3 - 1  | 0 - 0   |

#### Finale
| Squadra 1 | Totale | Squadra 2        | Andata | Ritorno |
| --------- | ------ | ---------------- | ------ | ------- |
| Maiorca   | 3 - 1  | Rayo Majadahonda | 2 - 1  | 1 - 0   |

### Piazzate

#### Primo turno
| Squadra 1       | Totale         | Squadra 2        | Andata | Ritorno    |
| --------------- | -------------- | ---------------- | ------ | ---------- |
| Celta B         | 2 - 2(5-4 dcr) | Marbella         | 2 - 0  | 0 - 2(dts) |
| Cornellà        | 2 - 4          | Sporting Gijón B | 2 - 2  | 0 - 2      |
| Bilbao Athletic | 3 - 3(gfc)     | Villarreal B     | 1 - 3  | 1 - 1      |
| Extremadura UD  | 4 - 4(gfc)     | Deportivo Fabril | 2 - 1  | 2 - 3(dts) |
| Real Murcia     | 2 - 4          | Elche            | 0 - 1  | 2 - 3      |
| Fuenlabrada     | 1 - 1(gfc)     | Real Sociedad B  | 0 - 0  | 1 - 1(dts) |

#### Secondo turno
| Squadra 1      | Totale | Squadra 2        | Andata | Ritorno |
| -------------- | ------ | ---------------- | ------ | ------- |
| Extremadura UD | 2 - 1  | Albacete         | 0 - 1  | 2 - 0   |
| Celta B        | 0 - 1  | FC Cartagena     | 0 - 0  | 0 - 1   |
| Elche          | 4 - 2  | Sporting Gijón B | 2 - 1  | 2 - 1   |
| Fuenlabrada    | 0 - 2  | Villarreal B     | 0 - 0  | 0 - 2   |

#### Terzo turno
| Squadra 1      | Totale | Squadra 2    | Andata | Ritorno |
| -------------- | ------ | ------------ | ------ | ------- |
| Elche          | 3 - 2  | Villarreal B | 2 - 0  | 1 - 2   |
| Extremadura UD | 1 - 0  | FC Cartagena | 1 - 0  | 0 - 0   |

## Play-out
Le tre quintultime dei raggruppamenti a 20 squadre e la quartultima del I gruppo, quello a 19 squadre (ovvero tutte le sedicesime dei quattro gruppi), dopo previo sorteggio si incontrano in due semifinali. Le perdenti retrocedono in Tercera División, mentre entrambe le vincenti si salvano poiché bisogna recuperare la squadra mancante nel primo girone.
Come nei play-off, tutte le sfide vengono disputate in incontri di andata e ritorno. In caso di parità passa la squadra che ha segnato più gol fuori casa. Nel caso questo criterio non decreti un vincitore si giocano due tempi supplementari ed eventualmente si tirano i rigori.

### Verdetti
- Llagostera e Mérida retrocedono in Tercera División.

#### Semifinali
| Squadra 1  | Totale     | Squadra 2 | Andata | Ritorno |
| ---------- | ---------- | --------- | ------ | ------- |
| Llagostera | 0 - 1      | Izarra    | 0 - 0  | 0 - 1   |
| Mérida     | 2 - 2(gfc) | Coruxo    | 2 - 2  | 0 - 0   |